# B型平次捕物帳
『B型平次捕物帳』（ビーがたへいじとりものちょう）は、時代劇『銭形平次』を元にしたいしいひさいち作の4コマ漫画である。1991年に竹書房から『B型平次捕物帖』として単行本が出版された。また、2002年には『B型平次捕物控』が東京創元社から出版された。
江戸時代の江戸がモデルであるが近代の風俗が含まれている。

## 主な登場人物
平次（B型平次）
本作の主人公。江戸で目明しをしている。毎回のようにボケるおしずとハチにいつも蹴りを入れている。
高校時代、数学が苦手だった為、数学の話にはトラウマがある。
近江屋押し込み強盗の際には下手人にされてしまったことがある。
おしず
平次の妻。平次が事件現場に向かう際、火打石を打ち付けるが真面目にすることは基本的に無い。
火打石を打つ場面では火花が点けばいいからと、火打石代わりにライターを使ったり、溶接をしだしたり（このとき作っていたのは「平次殉職のモニュメント」）、存在を誇示する為に大砲を使ったりするなど大掛かりなボケが多い。
「カチカチ」の擬音を出すために石を削ったりするが、その場面で完成させる石細工は「平次殉職のモニュメント」や「平次の墓」など、平次の死に関するものばかりである。
八五郎
平次の部下。通称ハチ。「親分てーへんだ!」のセリフで有名だが多くは「ガッテンだ」や「てーへんだ」の部分でボケて平次に蹴り飛ばされている。
クリストファー・パッテンやムスタファ・ハッジ等の汎用性のない人物を使ってボケるので平次にいつも蹴りを入れられている。
部下として吝嗇五郎（けちごろう）、罰五郎（ばちごろう）、無知五郎（むちごろう）の三人がいる。
『B型平次捕物帖』の最後では独立して目明しを開くが、旅立ちのシーンはアメリカ映画風であった。
高松市香西生まれで、母親は小名浜の生まれ。
山形 平次'
平次のライバル。山形県出身。それゆえ、山形県の名産品である花笠やさくらんぼの種、蔵王の樹氷、挙句の果てには湯殿山の即身仏までも平次に投げてつけている。
同心の旦那
「おう平次　ひでえもんだぜ。」が決り文句。
夜烏の源蔵
一ヶ月の間に備後屋、備中屋、備前屋に押し入り強盗に入った。その前の月は越前屋、越中屋、越後屋にも押し入った。
さらに二ヶ月前は豊前屋、大阪府豊中市の文房具店、豊後屋にも押し入った几帳面な強盗。

## 他の作品への登場
いしいが朝日新聞に連載している「ののちゃん」においては、「のの子のクラスの学級新聞に生徒が載せた4コマ漫画」という設定で、本作に類似した「B型平次捕物帖」が登場した回がある（2010年10月27日付）。